# Stenasellus monodi
Stenasellus monodi là một loài chân đều trong họ Stenasellidae. Loài này được Magniez miêu tả khoa học năm 2000.